# Adam Svanell
Erik Adam Svanell, född 16 augusti 1982 i Ryds församling i Skövde, är en svensk journalist och författare. 

## Biografi
Adam Svanell är utbildad vid JMG på Göteborgs universitet. Han inledde sin karriär som skribent på Kristianstadsbladet och var sedan en av grundarna till Magasinet Novell och arbetar som redaktör för podd-dokumentärer på Svenska Dagbladet.
Sedan 2021 arbetar Svanell främst med att producera dokumentärer i poddform. Serien Medicinmannen av Lars Berge och producerad av Svanell, nominerades till Guldspaden och tilldelades pris på den amerikanska radiogalan New York Festivals. För sitt arbete med poddarna nominerades han 2023 till Tidningsutgivarnas pris Årets medieledare. År 2023 vann han, tillsammans med Jan Almgren, Lovisa Lamm Nordenskiöld och Hugo Lavett, Stora journalistpriset i kategorin Årets berättare för den dokumentära podden Dynastin som handlar om Jan Stenbeck och hans barn.
2012 debuterade han som författare med Spela lagom! Hur drömmen om snabba pengar gjorde Sverige spelberoende som han skrev tillsammans med Anton Gustavsson på Natur & Kultur bokförlag. Efter att ha blivit utbränd skrev han 2020 Anonyma prestationister: en historia om stress som gavs ut av Albert Bonniers Förlag. Boken skildrar stressens historia och Svanells egna erfarenheter av utbrändhet. År 2024 romandebuterade han med Vildsvinet på Mondial förlag. 2025 tilldelades han Ludvig Nordström-priset.

### Medverkan
- 2008: Genom fönstret över Västra Boulevarden ISBN 978-91-633-1998-3 (antologi)
- 2009: Noll noll: decenniet som förändrade världen ISBN 978-91-978368-1-4 (antologi)
- 2014: Jag älskar din bror men jag hatar dig ISBN 978-91-760923-6-1 (antologi)

## Filmografi
- 2011: PressPausePlay (långfilm) – producent [10]
- 2016: Tokyo Vacations (kortfilm) – regissör [10]